# Fritillaria brandegeei
Fritillaria brandegeei là một loài thực vật có hoa trong họ Liliaceae. Loài này được Eastw. miêu tả khoa học đầu tiên năm 1903.